# Они встретились в пути
«Они встретились в пути» — советский художественный фильм 1957 года.

## Сюжет
Двое молодых людей из провинции — Тася и Макар — приезжают в Ленинград поступать в педагогический институт. Она поступает на исторический факультет, а он проваливается, но остаётся в городе, чтобы поступать в следующем году, и работает по своей прежней специальности — сварщиком. Среди однокурсников Таси есть и хорошие подруги, и те, кто посмеивается над её малым ростом, намекая, что ей самой ещё время учиться в школе. Видя, как незнакомые дети вьются вокруг Макара, девушка решает помочь ему подготовиться и в результате запускает свою учёбу, получив двойку на экзамене по истории на первой сессии. Оба они долго скрывают возникшие чувства, но наконец объясняются. Догадавшись, что оставшаяся без стипендии Тася голодает, Макар понемногу подкармливает её. Неожиданно к Тасе приезжает мама и собирается устроить скандал, узнав от дворника, что дочь встречается с парнем, однако попадает в комнату Макара в неподходящий момент — он убегает, чтобы успеть снять с поезда собравшегося на Колыму соседкиного сына Вовку. Отправившись с Макаром на вокзал, Тасина мама понемногу проникается уважением к нему и забывает о своих претензиях. Приходит следующее лето, и Макар при помощи Таси успешно сдаёт вступительные экзамены в пединститут. Профессор истфака, ранее сомневавшийся в способности девушки добиться успехов на ниве педагогики, узнав от студентов, благодаря чьим усилиям Макар получил хорошие оценки, останавливает Тасю и говорит ей, что теперь может уверенно ответить ей на волновавший её вопрос — она сможет стать прекрасным учителем.

## В ролях
- Виктор Авдюшко — Макар Семёнов
- Роза Макагонова — Кудрявцева Наталья (Тася)
- Николай Комиссаров — профессор
- Миша Меркулов — Вовка Лычков
- Нина Дорошина — Лена Крапивина (Лёлик)
- Алексей Кожевников — Костя Вавилов
- Лариса Кронберг (Соболевская) — Соня Марлевская
- Петр Щербаков — Туманов Сергей Фёдорович (студент-альпинист)
- Вера Васильева — Анна Ивановна Лычкова (соседка Макара)
- Елена Тяпкина — Марья Ивановна (мать Таси)
- Николай Светловидов — преподаватель